# Escuela dogmática (medicina)

Edición renacentista del De medicina de Aulo Cornelio Celso.

La escuela dogmática de medicina (los Dogmáticos, en griego antiguo Δογματικοί, en latín Dogmatici) fue la primera y más antigua escuela médica en la antigüedad grecolatina. Su nombre deriva de dogma, afirmación o principio doctrinal de gran autoridad. Los seguidores de esta escuela profesaban seguir los principios de Hipócrates, de ahí que también se les llamara los Hipocráticos. 
La escuela fue fundada, hacia el 400 a. C., por Tesalo y Polibio, hijo y yerno de Hipócrates. Gozó de una gran reputación y prestigio sobre toda la profesión médica hasta la aparición de la escuela de Alejandría, más conocida como escuela empírica.  Tras el surgimiento de esta última escuela y durante los siglos siguientes, todo médico se afiliaba a una u otra de las dos corrientes.
Los miembros más prominentes de la escuela dogmática fueron Diocles de Caristo, Praxágoras de Cos y Plistónico. Las doctrinas de la escuela fueron resumidas por Aulo Cornelio Celso en la introducción de su De Medicina.

## Doctrinas
La escuela dogmática mantenía que el médico debía estar familiarizado con las causas ocultas de las enfermedades, además de con las causas manifiestas, y conocer cómo se producen las acciones naturales y diferentes funciones del cuerpo humano, lo que supone un conocimiento de sus partes internas.

### Causas ocultas
Dieron el nombre de causas ocultas a todo lo concerniente a los elementos o principios que componen el cuerpo y que ocasionan la buena o mala salud. Es imposible, decían, saber cómo se cura una enfermedad si no se sabe de dónde procede. Pues estaba claro que el tratamiento debería ser diferente si las enfermedades surgían del exceso o deficiencia de alguno de los cuatro elementos, como suponían algunos filósofos; o si dependían de los humores del cuerpo, como pensaba Herófilo; o si debían ser atribuidas a la respiración, como pensaba Hipócrates (quizá aludiendo a su Περὶ Φυσῶν, De Flatibus, que hoy se considera espurio); o si la sangre provoca inflamación al pasar desde las venas, su contenedor natural, a otros vasos que solo deben contener aire, produciendo el insólito movimiento de la sangre que se aprecia en la fiebre, de acuerdo con la opinión de Erasístrato; o si ocurre que ciertos corpúsculos se detienen en pasajes invisibles y bloquean el paso, como afirma Asclepíades. Teniendo en cuenta todo lo anterior, necesariamente se deduce que logrará la curación del enfermo aquel médico que mejor comprenda la causa y origen de su enfermedad.
La escuela dogmática no negaba la necesidad de los experimentos, pero afirmaba que dichos experimentos no se pueden hacer, ni nunca se habían hecho, más que razonando. Es más, creían probable que los primeros que practicaron la medicina no recomendaban a sus pacientes lo primero que se les ocurría, sino que deliberaban sobre ello, y que el experimento y uso les hacía saber si habían razonado correctamente o no. Importaba poco, decían, afirmar que la mayor parte de los remedios hubieran sido objeto de experimento desde el principio, siempre que se admitiera que esos experimentos fueran el resultado del razonamiento que quienes proponían los remedios. Seguían diciendo que con frecuencia se veía la aparición de nuevas enfermedades para las que ningún experimento ni práctica había aún ofrecido curación; por tanto, era necesario observar de dónde procedían y cómo se originaban porque si no, nadie podría decidirse por un determinado remedio en lugar de otro. Esas son las razones que apoyan la necesidad que tiene el médico de descubrir las causas ocultas de las enfermedades.

### Causas manifiestas
Y en cuanto a las causas manifiestas, que son las que fácilmente pueden ser descubiertas por cualquiera y donde solo hay que saber si la enfermedad proviene del calor o del frío, o por haber comido demasiado o demasiado poco, etc., decían que era necesario informarse de todas ellas y someterlas a una adecuada reflexión, y no detenerse en ellas sin investigarlas con mayor profundidad.

### Acciones naturales
También afirmaban, con respecto a las acciones naturales, que era necesario saber por qué y de qué manera recibimos el aire en nuestros pulmones y por qué luego lo expulsamos; por qué incorporamos alimentos en nuestro cuerpo, cómo son allí procesados y luego distribuidos a todas las partes componentes; por qué las arterias están sometidas a pulsación; cuál es la causa del sueño y de la vigilia, etc. Sostenían que no se podían curar las enfermedades relacionadas con esas funciones si no se sabía explicar esos fenómenos.

### Partes internas
Por último, mantenían que, como los daños y dolencias principales provienen de las partes internas, no es posible administrar remedios si no se está familiarizado con esas partes. Pensaban, pues, que era necesario someter a disección los cadáveres, pero que era mejor, como hacían Herófilo y Erasístrato, diseccionar en vivo a delincuentes condenados a muerte ya que así era posible conocer en vida aquellas partes que la naturaleza había escondido y así observar su ubicación, aspecto, color, tamaño, etc. Pues no era imposible someter a tratamiento los órganos enfermos si no se conocía la naturaleza y aspecto de los sanos. En suma, que no se debería considerar un acto de crueldad la búsqueda de remedios para un inmenso número de inocentes en los sufrimientos de unos pocos criminales.